# Anthrax divisa
Anthrax divisa är en tvåvingeart som först beskrevs av Walker 1852.  Anthrax divisa ingår i släktet Anthrax och familjen svävflugor. Inga underarter finns listade i Catalogue of Life.